# KL-trä

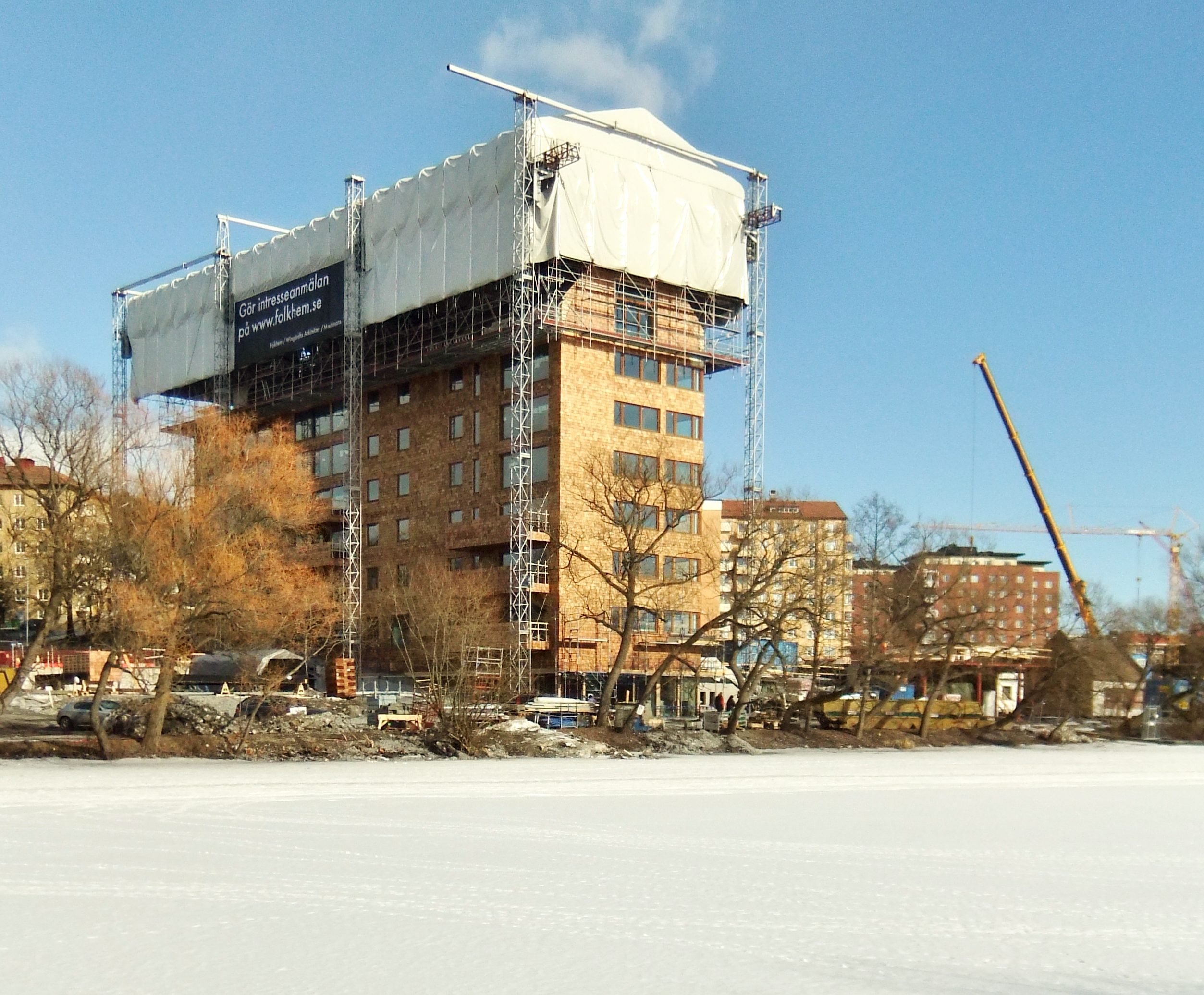
Byggnation av åttavåningshus i Sundbybergs kommun, med stomme i korslimmat trä (2013).

Korslimmat trä, eller KL-trä, är en limmad träplatta som är uppbyggd av ett ojämnt antal skikt av hyvlat trä, vanligen tre–nio. Varje skikt består av fingerskarvade brädor, som är lagda sida vid sida. I varje skikt är brädorna lagda i rät vinkel i förhållande till intilliggande skikt. Skikten limmas samman och pressas ihop, på samma sätt som plywood. Vissa tillverkare använder sig av kantlimmade brädor, vilket innebär att brädorna i varje skikt limmas samman sida vid sida, längs kanterna.
Korslimmat trä utvecklades i slutet av 1970-talet, och började sedan massproduceras under 1980-talet, framför allt i Österrike.
Den största producenten i Europa, där korslimmat trä anammats tidigt, är Stora Enso. I många år var Sveriges enda tillverkare av korslimmat trä  Martinsons i Bygdsiljum, men 2019 började produktion i två nya fabriker: Stora Enso i Grums och Södra Buildings Systems i Värö. Produktionskapaciteten i Grums vid full drift beräknas till 100 000 kubikmeter per år. År 2020 öppnade också Setra Group en fabrik för tillverkning av korslimmat trä, i Långshyttan.
Södra har byggt ytterligare en fabrik i Värö, som beräknades öppna under 2022.  med en årskapacitet på 140 000 kubikmeter. Fabriken invigdes den 15 mars 2023.
Företag som jobbar med husmontage med korsslimmat trä i Sverige och Finland är bland annat KI-group Oy.

## Exempel på byggnader i korslimmat trä
- Åttavånings bostadshus vid Bällstaviken i Sundbyberg (stomme)
- Kebnekaisetoppstugan 2015–2016
- Mesanseglet, Västerås 2016
- IFU Arena, Uppsala 2018
- Kårebacken, äldreboende i Falun 2014
- Geologen, Växjö 2018
- Södra Climate Arena, Växjö 2012
- Sergeanten, Visby 2018
- Frostaliden, Skövde 2017–2018
- Valla Berså[8], Linköping 2018
- Morö backe skola, Skellefteå 2018
- T2 College, Skellefteå
- Sara kulturhus, Skellefteå 2021
- Multiaktivitetshuset, Gällivare (planerat färdigt 2023[Uppdatering behövs])
- Östra Station Hus C, Umeå (planerat färdigt 2024)